# Grindelmühle

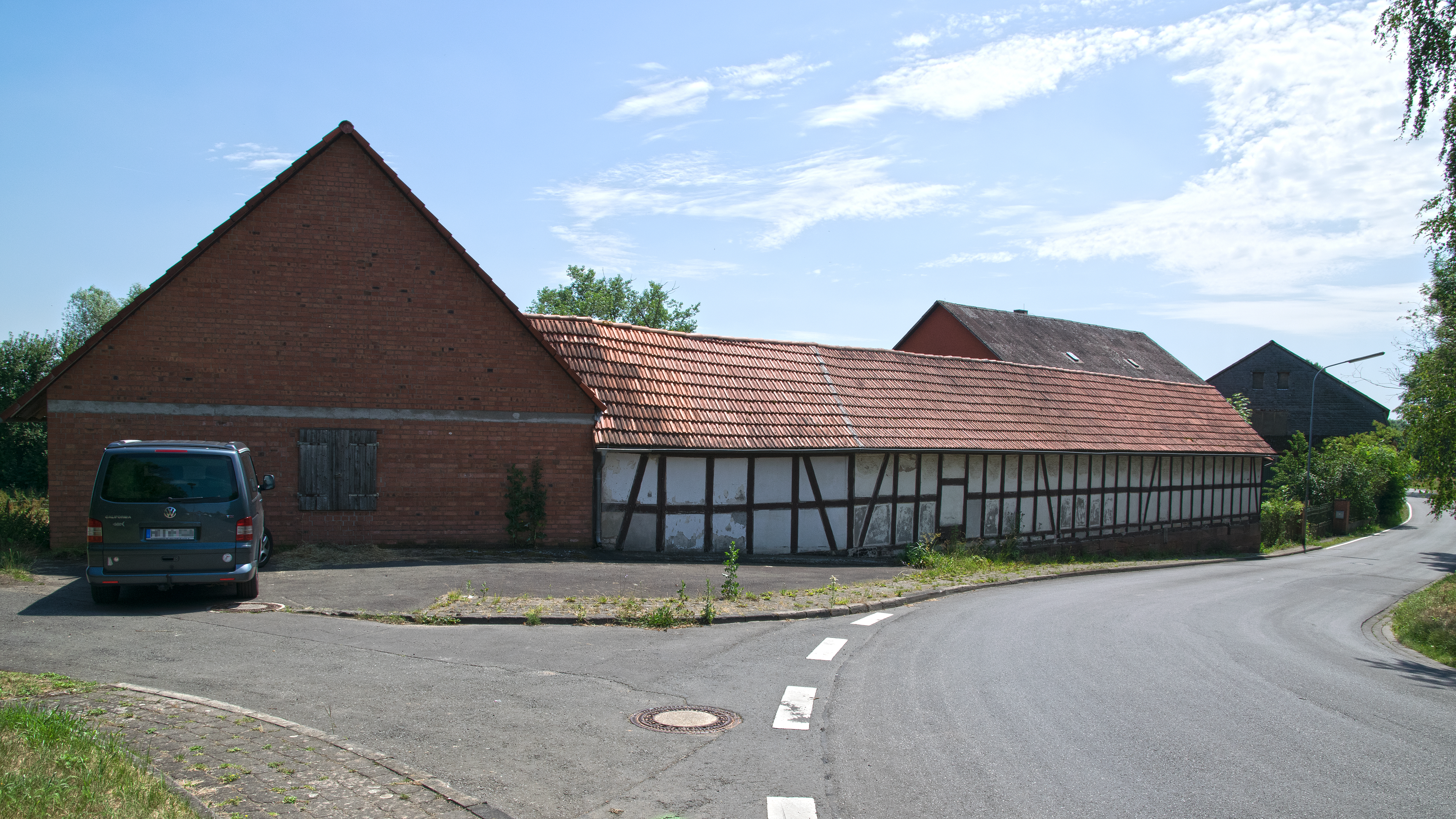
Grindelmühle, vor 2018

Die Grindelmühle (auch Gründelmühl, später häufig Schönbacher Mühle) ist eine ehemalige Wassermühle an der Ohm bei Schönbach, einem Ortsteil der mittelhessischen Stadt Kirchhain im Landkreis Marburg-Biedenkopf. Die 1952 stillgelegte Getreidemühle ist das letzte erhaltene Gebäude der Siedlung Grindel (auch Grindeln, Grindiln oder Grindele), die vermutlich im 14. Jahrhundert wüst fiel.
Erstmals erwähnt wird eine Grindelmühle im 11. Jahrhundert als Besitz des Klosters Fulda. Eine Dorfsiedlung Grindeln ist für 1325 nachgewiesen, als der Ritter Volpert Hobeherr eine Gülte aus der Mühle an den Deutschen Orden in Marburg verkauft. 1355 werden Mühle und Gut gemeinsam erwähnt, als Volpert Lützekolbe der Ältere Einkünfte an den Deutschen Orden abtritt. Die Siedlung fiel vor 1430, vermutlich schon im 14. Jahrhundert, wüst.
Die Mühle wurde 1423 (nach anderer Quelle: 1329) durch den Marburger Bürger Steinmeler an den Deutschen Orden verkauft. Für die Zeit vor 1439 und das Jahr 1482 klagte die auf der anderen Flussseite gelegene Gemeinde Niederwald gegen die jeweils erfolgte Höherlegung der Mühle. Fast zwei Jahrhunderte später klagte die Gemeinde 1630 erneut, nachdem das Mühlenwehr erhöht worden war, was zur Versumpfung der ortseigenen Wiesen zu führen drohte und den Betrieb der Niederwälder Mühle beeinträchtigte. Deren Müller lagen zuvor ebenfalls wiederholt im Streit mit der Grindelmühle. Es erging in diesem Zuge ein Befehl des Landgrafen, das Wehr der Grindelmühle sowie der weiter flussabwärts gelegenen Anzefahrer Ordensmühle abzusenken.
Die Grindelmühle brannte im Dreißigjährigen Krieg 1640 nieder und wurde erst 1709 wieder aufgebaut. Zu dieser Zeit wurde auch die Niederwälder Hirsenmühle auf der gegenüber liegenden Flussseite erbaut. 1809 wurde die nun als Schönbacher Mühle bezeichnete Anlage in staatliche Erbleihe verpachtet.
1854 verfügte die Grindelmühle über drei unterschlächtige Mahlgänge mit einem angehängten Schlaggang. 1885 wohnten 14 Personen auf dem Anwesen.
Der Mahlbetrieb wurde 1952 eingestellt, als die Bauarbeiten zum Hochwasserrückhaltebecken Kirchhain/Ohm begannen. Seitdem fließt die Ohm in einem tieferliegenden Bett in einiger Entfernung an der Mühle vorbei. Das Wasserrecht wurde mit der Stilllegung aufgegeben und 1984 gelöscht.